# Волга (радиолокационная станция)
70М6 «Волга» — российская стационарная радиолокационная станция, элемент российской системы предупреждения о ракетном нападении (СПРН). Предназначена для надгоризонтного обнаружения запуска баллистических ракет.
474-й отдельный радиотехнический узел на котором размещена единственная РЛС такого типа, дислоцируется на территории Республики Беларусь в посёлке Озеречье Клецкого района Минской области, в 48 км юго-восточнее города Барановичи, 8 км северо-восточнее города Ганцевичи). Он создан в 1980-х годах и занимает более 200 га. Территория используется Российской Федерацией на правах долгосрочной аренды, войсковая часть — полевая почта 03522 на которой находится РЛС, входит в состав Космических войск Российской Федерации. Информация о запусках ракет передаётся в «820-й главный центр предупреждения о ракетном нападении», расположенный в Московской области.

## История
В конце 1970-х годов в США были приняты на вооружение базирующиеся на подводных лодках баллистические ракеты (БР) «Трайдент» с разделяющимися головными частями индивидуального наведения. Началось интенсивное строительство ракетных баз на территории Европы и Турции, появились БР дальнего действия в Китае и других ядерных державах.
Развитие средств воздушного нападения требовало совершенствования элементов советской СПРН. Высокопотенциальные РЛС метрового диапазона «Дарьял», рассчитанные на большую дальность обзора, было решено дополнить среднепотенциальными станциями дециметрового диапазона, которые благодаря высокой разрешающей способности обеспечивали бы точное наведение противоракет. Разработку поручили специалистам НИИДАР, имевшим опыт создания дециметровых РЛС семейства «Дунай».

### Проектирование
В 1981 году главным конструктором новой РЛС назначен Александр Мусатов. В 1982 году разработан эскизный проект «Волга», в 1983 году он был одобрен заказчиком. Предполагалось создание серии радиолокаторов с цифровой обработкой информации, построенных с использованием технологии твердотельных модулей и имеющих возможность перестройки частоты в двух диапазонах. На направлениях, не контролируемых средствами надгоризонтной радиолокации, предлагалось установить четыре малопотенциальных РЛС «Волга-М». Площадку для первой РЛС готовили в окрестностях города Бийска с целью защиты стартовых позиций МБР, размещённых в Сибири.
В 1984 году, в связи с размещением в ФРГ американских баллистических ракет средней дальности «Першинг-2», принято решение о строительстве головной РЛС «Волга» в районе города Барановичи — на западном ракетоопасном направлении. Проект был изменён в сторону упрощения и удешевления, главным конструктором назначен Станислав Миронов. Станция должна была стать частью создаваемой глобальной системы обнаружения стартов БР. На полигонной РЛС «Дунай-3УП» в Сары-Шагане отработаны основные принципы построения РЛС «Волга».

### Строительство
Строительство началось в 1986 году. По инициативе заместителя начальника строительства Министерства обороны К. М. Вертелова был впервые применён метод ускоренного возведения многоэтажного технологического здания из крупных объёмно-конструктивных модулей, имевших все необходимые закладные элементы для установки аппаратуры с подключением систем электропитания и охлаждения. Монтаж здания из таких «кубиков» позволил примерно в два раза сократить сроки строительства. Модули изготавливались на московских заводах. Это был первый опыт создания радиолокационной аппаратуры высокой заводской готовности, позднее получивший развитие при создании РЛС «Воронеж».
Образцы передающих и приёмных электронных модулей, а также специальные вычислительные устройства К-340А были изготовлены на опытном заводе НИИДАР. Основной объём производства радиоэлектронной аппаратуры штатной комплектации РЛС, включая спецвычислители Т11КА и Т11КБ, выполнен Днепровским машиностроительным заводом (ДМЗ). В 1987 году под руководством В. В. Юрко в КБ ДМЗ была разработана конструкторская и технологическая документация на аппаратуру спецвычислителей. Для изготовления передающих модулей на ДМЗ был специально создан цех микроэлектроники, приёмные модули производились Южным радиозаводом (ЮРЗ). Большой объём работы по монтажу и настройке аппаратуры выполняло ГПТП «Гранит».
В 1988 году в связи с заключением договора о ликвидации РСМД строительство было заморожено. После распада СССР в 1991 году объект оказался на территории независимой Республики Беларусь. Российско-белорусским соглашением от 6 января 1995 года ОРТУ «Ганцевичи» и узел связи ВМФ «Вилейка» вместе с земельными участками были переданы России на 25 лет без взимания всех видов налогов и оплат. В качестве компенсации белорусской стороне списана часть долгов за энергоносители, обучаются белорусские военнослужащие, а также предоставляются информация о ракетно-космической обстановке и полигон Ашулук для проведения стрельб ПВО.
В 1997 году в связи с ликвидацией латвийского объекта СПРН строительство РЛС «Волга» возобновилось форсированными темпами. Однако из-за наступившего в 1998 году тяжёлого экономического кризиса и связанного с ним падением курса рубля руководство Производственного объединения (ПО) ДМЗ отказалось выполнять условия поставки электронных модулей, запросив 30,5 млн рублей вместо установленных контрактом 7,2 млн. Контракт с ПО ДМЗ был разорван, модули заново изготавливались на предприятиях в Москве и Рыбинске. В итоге на РЛС «Волга» оказалось только несколько сотен приёмных модулей, выпущенных ЮРЗ. К концу 1998 года строительные работы в целом были завершены, начались монтаж и наладка оборудования. В декабре 1999 года проведены первые конструкторские испытания.
18 сентября 2001 года начались государственные испытания, в декабре 2001 года первая очередь станции заступила на опытно-боевое дежурство. 1 октября 2003 года РЛС «Волга» была принята на вооружение.

## Параметры
РЛС «Волга» способна обнаруживать баллистические ракеты в полёте, а также космические объекты, идентифицировать их и отслеживать траекторию, рассчитывая точки старта и падения. Дальность обнаружения — 4800 км (2000 км по объектам с ЭПР 0,1—0,2 м2) в азимутальном секторе 120 градусов (от 4 до 70 градусов по углу места, направление по азимуту 262,5°). Помимо территории Западной Европы, станция контролирует районы патрулирования подлодок НАТО в Северной Атлантике и Норвежском море.
Передающая и приёмная антенны аналогичны по конструкции. Они построены на основе активных фазированных антенных решёток (АФАР). Для обеспечения развязки их позиции разнесены на 3 км. Размер передающей АФАР составляет 36×20 м, приёмной — 36×36 м. Передающая АФАР содержит несколько тысяч модулей со спиральными излучателями; вокруг неё установлены четыре ряда пассивных излучателей и обрамление из поглощающих ферритовых материалов. Модульное построение позволяет поэтапно модернизировать станцию без выведения из дежурного режима.